# Олейруш (Гимарайнш)
Олейруш (порт. Oleiros) — район (фрегезия) в Португалии, входит в округ Брага. Является составной частью муниципалитета Гимарайнш. Находится в составе крупной городской агломерации Большое Минью. По старому административному делению входил в провинцию Минью. Входит в экономико-статистический субрегион Аве, который входит в Северный регион. Население составляет 510 человек на 2001 год. Занимает площадь 3,22 км².
Покровителем района считается Св. Викентий (порт. São Vicente).